# آندری هریتس
آندری هریتس (انگلیسی: Andrej Hryc; ۳۰ نوامبر ۱۹۴۹ – ۳۱ ژانویه ۲۰۲۱ (۷۱ سالگی)) بازیگر اهل کشور اسلواکی بود. وی بین سال‌های ۱۹۷۶ تا ۲۰۲۱ میلادی فعالیت می‌کرد.
از فیلم‌هایی که وی در آن نقش داشته‌است می‌توان به باتوری، هابرمان، زنبور هزار ساله و خیابان اشاره کرد.